# Skógafoss
Skógafoss er en 25 m bred og 60 m høj foss (vandfald) ca. 5 km vest for Skógar og syd for Eyjafjallajökull på det sydlige Island. Fossen, som er en af Islands smukkeste, blev fredet i 1987. På grund af det sprøjt af små vanddråber (tåge) som ethvert vandfaldet producerer, og fordi Skógafoss vender mod syd, er en enkelt eller dobbelt regnbue normalt synlig når solen skinner.

## Geografi
Fossen ligger på klipperne af en tidligere kystlinie. Efter, at kystlinjen var trukket tilbage ud mod havet (den ligger nu i en afstand af ca. 5 km fra Skógar) forblev de tidligere havklipper tilbage liggende parallelt med kysten over hundreder af kilometer og skabte sammen med nogle bjerge en klar grænse mellem kystnære lavland og Islands højland.
På den østlige side af vandfaldet fører et vandresti og tursti op til passet Fimmvörðuháls mellem gletsjerne Eyjafjallajökull og Mýrdalsjökull. Stien fortætter (mest for erfarne fjeldvandrere) ned til Þórsmörk på den anden side og fortsætter som den berømte Laugavegur til Landmannalaugar.

## Folklore
Ifølge legenden begravede den første landnamsviking i området, Þrasi Þórólfsson, en skat i en hule bag vandfaldet. Legenden fortsætter, at lokalbefolkningen langt senere fandt en kiste, men de nåede kun at få fat i ringen på kistens ene side, før kisten forsvandt igen. Ringen blev angiveligt givet til den lokale kirke. Den gamle dørring fra kirken er nu i et museum, men der er tvivl om dens dokumentationsværdi for sandheden bag den folkelige overlevering.

## I populærkulturen
Vandfaldet dannede baggrund for Sólstafirs musikvideo Fjara 2012 fra deres album Svartir Sandar.
Vandfaldet indgik som en lokalitet i filmen Thor-The Dark World fra Marvel Studio, samt The Secret Life af Walter Mitty. Vandfaldet er blevet brugt som en baggrundsscene for sangen Geruwa i 2015 i Bollywood-filmen Dilwale med Shahrukh Khan og Kajol.
Den officielle musikvideo af "I'll Show You" indeholder glaciale laguner og floder på det sydlige Island, herunder vandfaldet Skógafoss.